# Skot Hamilton
Skot Skovel Hamilton (rođen 28. avgusta 1958) penzionisani je američki umetnički klizač na ledu i olimpijski zlatni medaljista. On je osvojio četiri uzastopna šampionata SAD (1981–84), četiri uzastopna Svetska šampionata (1981–84), i zlatnu medalju na Olimpijadi 1984. godine. Njegov prepoznatljivi okret je bio bekflip, podvig koji mali broj drugih klizača može da izvede, i što je protivno pravilima američkog umetničkog klizanja i  olimpijskog takmičenja, ali koji je on uključivao u svoje nastupne rutine kao amater da bi udovolji publici, i koji je zadržao u svojim profesionalnim nastupima. On je takođe bio prepoznatljiv po svojim inovativnim sekvencima stopala.
 U penziji se bavi dobrotvornim radom i autor je tri knjige.

## Detinjstvo, mladost i obrazovanje
Hamilton je rođen 28. avgusta 1958. godine u Toledu, Ohajo. Njega su usvojili kad mu je bilo šest nedelja Doroti (rođena Makintoš), profesorka, i Ernest S. Hamilton, profesor biologije, i odrastao je u Bouling Grinu u Ohaju. On ima stariju sestru Suzan (biološku ćerku njegovih roditelja) i mlađeg brata Stivena (koji je takođe usvojen). On je pohađao je osnovnu školu Kenvud. Kad je Hamilton imao dve godine, zarazio se misterioznom bolešću zbog koje je prestao da raste. Nakon brojnih testova i nekoliko pogrešnih dijagnoza (uključujući dijagnozu cistične fibroze koja mu je davala samo šest meseci života), bolest je počela da isčezava. Njegov porodični lekar poslao ga je u dečju bolnicu u Bostonu da vidi doktora Švačmana. Rečeno mu je da doktor ne može da utvrdi šta nije u redu, da ide kući i da prestane sa dijetom kako bi imao normalan život. Godinama kasnije, utvrđeno je da je urođeni tumor na mozgu bio osnovni uzročnik bolesti iz njegovog detinjstva. Na vrhuncu svoje amaterske karijere Hamilton je težio 108 kilograma i bio je visok 5 ft 2,5 in (1,59 m), ali na kraju je narastao do visine od 5 ft 4 in (1,63 m).

## Klizačka karijera
Godine 1980, Hamilton je završio kao treći na Prvenstvu SAD u umetničkom klizanju, što mu je donelo mesto u američkom olimpijskom timu. U to vreme, Don Los ga je trenirao. Na Zimskim olimpijskim igrama 1980. završio je na petom mestu, gde je imao i čast da nosi američku zastavu na ceremoniji otvaranja. Njegov prodorni nastup bio je na prvenstvu SAD 1981. Izveo je besprekorno, a publika je nekoliko sekundi pre kraja nastupa počela ovacijama. Nikada više nije izgubio amatersko takmičenje. Godine 1981. osvojio je zlato na Svetskom prvenstvu u umetničkom klizanju. Tokom dugog programa dobio je ocene od 5,8 i 5,9 za tehničke rezultate i 5,7 na 5,9 za umetnički utisak od savršenog rezultata od 6,0. Dugi program je započeo trostrukim Luc skokom, svojim najkonzistentnijim i najtežim skokom. On je izveo snažan program uprkos manjem padu. Ponovo je osvojio zlato 1982. i 1983. na američkim i svetskim prvenstvima.
Na Olimpijskim igrama 1984. pobedio je u obaveznim figurama i zauzeo drugo mesto u kratkom programu. Za dugi program planirao je pet skokova: trostruki luc, trostruki flip, troprsti zaokret u kombinaciji sa duplom petljom, troprstim valeom i trostrukim Salhovom. Završio je samo tri od njih, propustivši trostruki flip i trostruki Salchov. Za tehničke zasluge, devet sudija mu je dalo tri 5,6, dva 5,7, tri 5,8 i 5,9. Za umetnički utisak dobio je četiri 5,8 i pet 5,9. Brajan Orser je pobedio u dugom programu, a Hamilton je bio drugi, ali je Hamilton osvojio zlatnu medalju, jer je Orser bio previše nazad u ukupnom plasmanu da bi pristigao Hamiltona nakon što je bio 7. u obaveznim figurama, što je u to vreme činilo 30% ukupnog rezultata. Hamiltonova pobeda okončala je 24-godišnju sušu za zlatnu medalju za američke muškarce u olimpijskom umetničkom klizanju. Nije pokušao trostruki aksel skok, teži skok na koji su izvodili drugi klizači u takmičenju. Skot je pobedio na Svetskom prvenstvu te godine, a zatim je postao profesionalac u aprilu 1984.

## Medijska karijera

### Nastupi na televiziji
Skot se pojavio 26. avgusta 2008. u epizodi Wanna Bet?, gde je završio na 2. mestu, izgubivši od Bila Engvala. Godine 2009, pojavio se u drugoj sezoni Celebrity Apprentice.
Dana 8. marta 2010, Skot Hamilton: Povratak na led premijerno je prikazan na Bio kanalu. Dvosatni televizijski specijal zabeležio je Hamiltonov povratak klizanju nakon borbe sa rakom.

## Lični život

### Porodica
Dana 14. novembra 2002, Skot se oženio sa Trejsi Robinson, nutricionistkinjom. Oni imaju ima tri sina i jednu ćerku. Porodica živi u Franklinu, Tenesi.

### Vera
Hamilton je hrišćanin i o svojoj veri je rekao: „Razumem da kroz jak odnos sa Isusom možete izdržati bilo šta... Bog je tu da vas vodi kroz tegobe. Bog je bio tu svaki put, svaki pojedinačni put."

### Bolesti
Godine 1997, Hamilton je vodio visoko popularizovanu bitku sa rakom testisa. Nakon lečenja vratio se klizanju i njegova priča je objavljena u časopisima i na televiziji. Objavljeno je 12. novembra 2004. da Hamilton ima benigni tumor na mozgu, koji je lečen na Klivlendskoj klinici.
Hamilton je 23. juna 2010. imao operaciju na mozgu kako bi sprečio ponovnu pojavu benignog tumora otkrivenog 2004. Nazvan kraniofaringioma, tumor je mogao da izazove slepilo da nije bio lečen. Operacija je bila uspešna. U novembru 2010. Hamilton je ponovo bio u bolnici. Prilikom odstranjivanja tumora bila je „oštećena” jedna arterija u mozgu. Krvarenje je stalo, ali se nekoliko dana kasnije formirala aneurizma. Hamilton je dobro prošao pri ovoj operaciji.

Hamilton je 2016. objavio da je dobio treću dijagnozu tumora na mozgu. Krajem marta 2017. izjavio je da se tumor smanjio bez hemoterapije.

### Dobrotvorni rad
Godine 1990, kada je fondacija Zaželi želju proslavila svoj 10. rođendan, Hamilton je priznat kao prva u istoriji Fondacije „poznata osoba dodavač želja godine“.
On je osnovao fondaciju Skot Hamilton za pomoć u podršci pacijentima sa rakom. On je dugogodišnji volonter Specijalne olimpijade i trenutno služi kao globalni ambasador te manifestacije. Hamilton je takođe pomogao Dečijoj bolnici St. Džud i Fondaciji za istraživanje višestrukog mijeloma, čiji je počasni član odbora.

### Političko gledište
Hamilton je 2012. godine javno nastupao u znak podrške predsedničkoj kampanji republikanca Mita Romnija. On je takođe govorio u prilog Donaldu Trampu i pojavio se u epizodi Celebrity Apprentice.

## Programi
| Sezona    | Kratki program | Slobodno klizanje                                                          | Predstava                                                       |
| --------- | -------------- | -------------------------------------------------------------------------- | --------------------------------------------------------------- |
| 1983–1984 |                | - Uvertira Džordža Djuka - Ren benda Hirošima - Labudovo jezero Čajkovskog | - Uvek povrediš onoga koga voliš Spajka Džounsa - Amazing Grace |

## Rezultati takvmičenja
| Internacionalno   | Internacionalno | Internacionalno | Internacionalno | Internacionalno | Internacionalno | Internacionalno | Internacionalno | Internacionalno |
| Event             | 76–77           | 77–78           | 78–79           | 79–80           | 80–81           | 81–82           | 82–83           | 83–84           |
| ----------------- | --------------- | --------------- | --------------- | --------------- | --------------- | --------------- | --------------- | --------------- |
| Zimska olimpijada |                 |                 |                 | 5.              |                 |                 |                 | 1.              |
| Svetski šamp.     |                 | 11.             |                 | 5.              | 1.              | 1.              | 1.              | 1.              |
| Skejt Amerika     |                 |                 |                 | 1.              |                 | 1.              | 1.              |                 |
| Skejt Kanada      |                 |                 |                 |                 | 1.              |                 |                 |                 |
| NHK trofej        |                 |                 |                 | 4.              |                 |                 | 1.              |                 |
| Nebelhorn trofej  | 2.              |                 |                 |                 |                 |                 |                 |                 |
| Nacionalno        |                 |                 |                 |                 |                 |                 |                 |                 |
| Šampionat SAD     |                 | 3.              | 4.              | 3.              | 1.              | 1.              | 1.              | 1.              |

## Literatura
- Hamilton, Scott; Ken Baker (2008). The Great Eight:  How to Be Happy (Even When You Have Every Reason to Be Miserable). Thomas Nelson. ISBN 978-0-7852-2894-3.
- Hamilton, Scott; Lorenzo Benet (1999). Landing It: My Life On and Off the Ice. Kensington Books. ISBN 1-57566-466-6.

## Spoljašnje veze
- Zvanični veb-sajt
- Scott Hamilton na sajtu  (jezik: engleski)
- NBCOlympics.com Bio Архивирано на веб-сајту  (13. март 2007)
- Kurt Browning, Scott Hamilton, Paul Wylie - Masters of Footwork on Ice на веб-сајту